# 众议院 (塞浦路斯)
众议院（羅馬化：Vouli ton Antiprosópon）是塞浦路斯的议会，实行一院制。
塞浦路斯众议院共有59个议席，每5年改选一届。56个席位由比例代表制选举产生，3个观察席位分别代表马龙派、天主教派、亚美尼亚裔。另外，还保留有24个议席，代表土耳其裔，但是由于土耳其裔抵制，这24个议席长期空缺。

## 组成
塞浦路斯现行选举法施行简单比例代表制。议席的产生按照议席产生。
| 区           | 席位 |
| ------------ | ---- |
| 尼科西亚区   | 20   |
| 利马索尔区   | 12   |
| 法马古斯塔区 | 11   |
| 拉纳卡区     | 6    |
| 帕福斯区     | 4    |
| 凯里尼亚区   | 3    |
| 总计:        | 56   |

## 议长
- 格拉夫科斯·克莱里季斯1960－1976
- 塔索斯·帕帕佐普洛斯1976－1976
- 斯皮罗斯·基普里亚努1976－1977
- 阿列科斯·米切里季斯（英语：Alekos Michaelides）1977－1981
- 乔治奥斯·拉达斯（英语：Georgios Ladas）1981－1985
- 瓦索斯·利萨里迪斯（英语：Vassos Lyssaridis）1985－1991
- 阿莱克西斯·加拉努斯（英语：Alexis Galanos）1991－1996
- 斯皮罗斯·基普里亚努1996－2001
- 季米特里斯·赫里斯托菲亚斯2001－2008
- 马里奥斯·卡洛扬（英语：Marios Karoyian）2008－2011
- 伊阿纳基斯·奥米鲁（英语：Yiannakis Omirou）2011－2016
- 迪米特里斯·西卢里斯（英语：Demetris Syllouris）2016－2020
- 阿达莫斯·阿达穆（英语：Adamos Adamou）2020－2021
- 安妮塔·迪米特里乌（英语：Annita Demetriou）2021至今[2]

## 外部連結
- 官方网站